# Тітьєрк
Тітьєрк (нід. Tietjerk, фриз. Tytsjerk) — село в нідерландській провінції Фрисландія. Входить до муніципалітету Тіцьєркстерадел.
Його площа становить 12,58 км², а населення станом на 2021 рік складало 1 610 осіб.
Перша згадка про населений пункт датується 1392 роком.

## Галерея

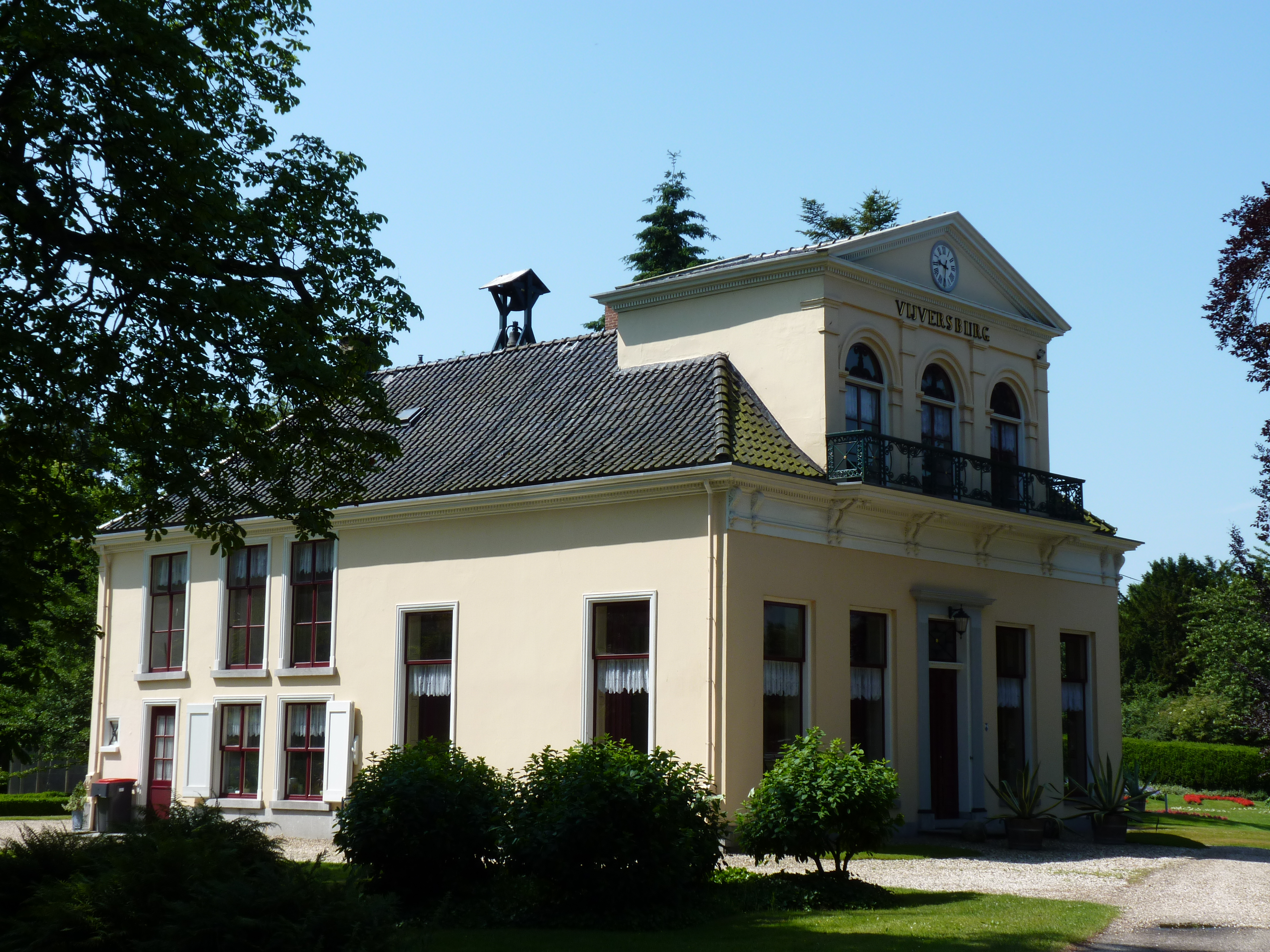
Вілла
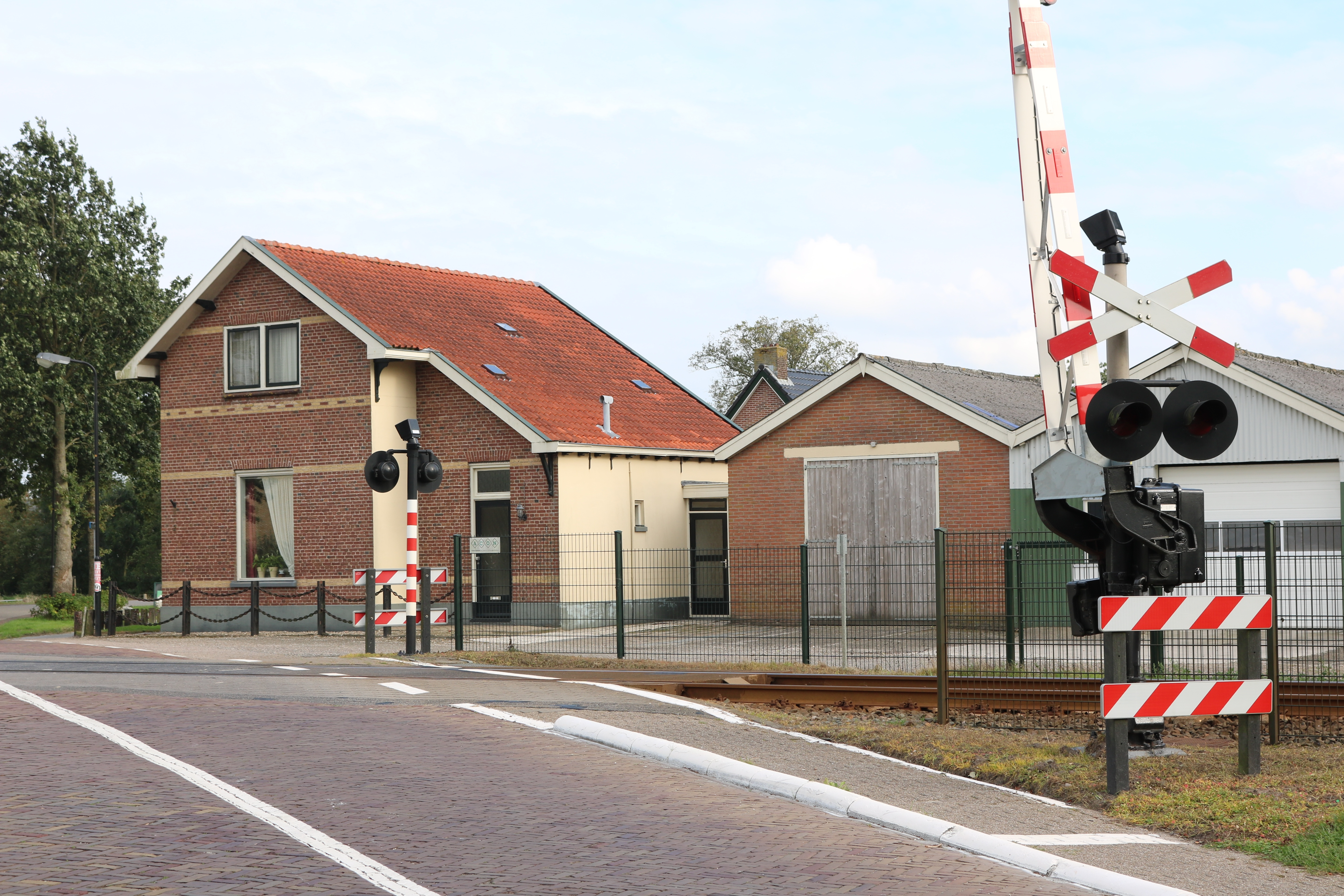
Залізничний переїзд
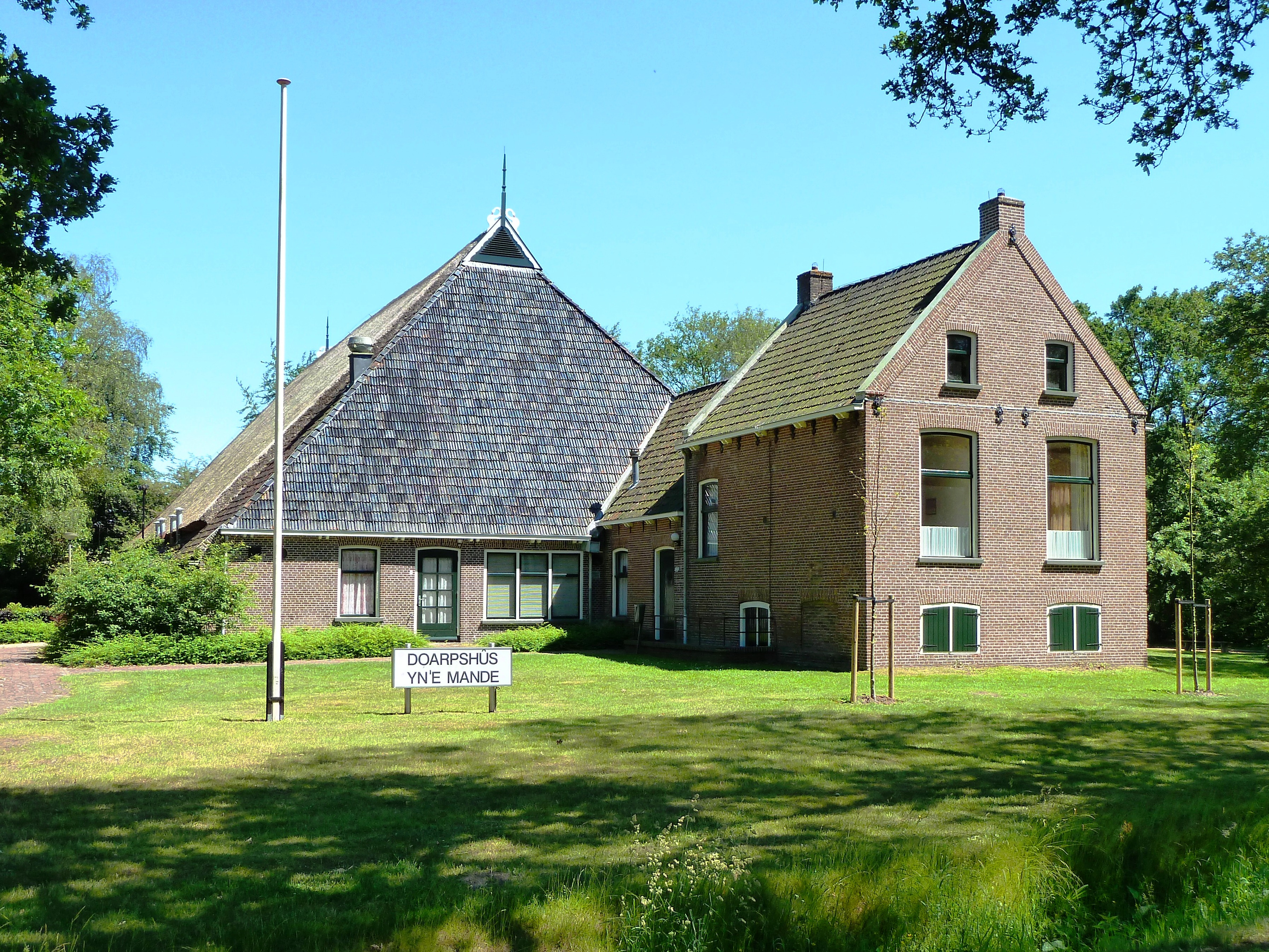
Ферма
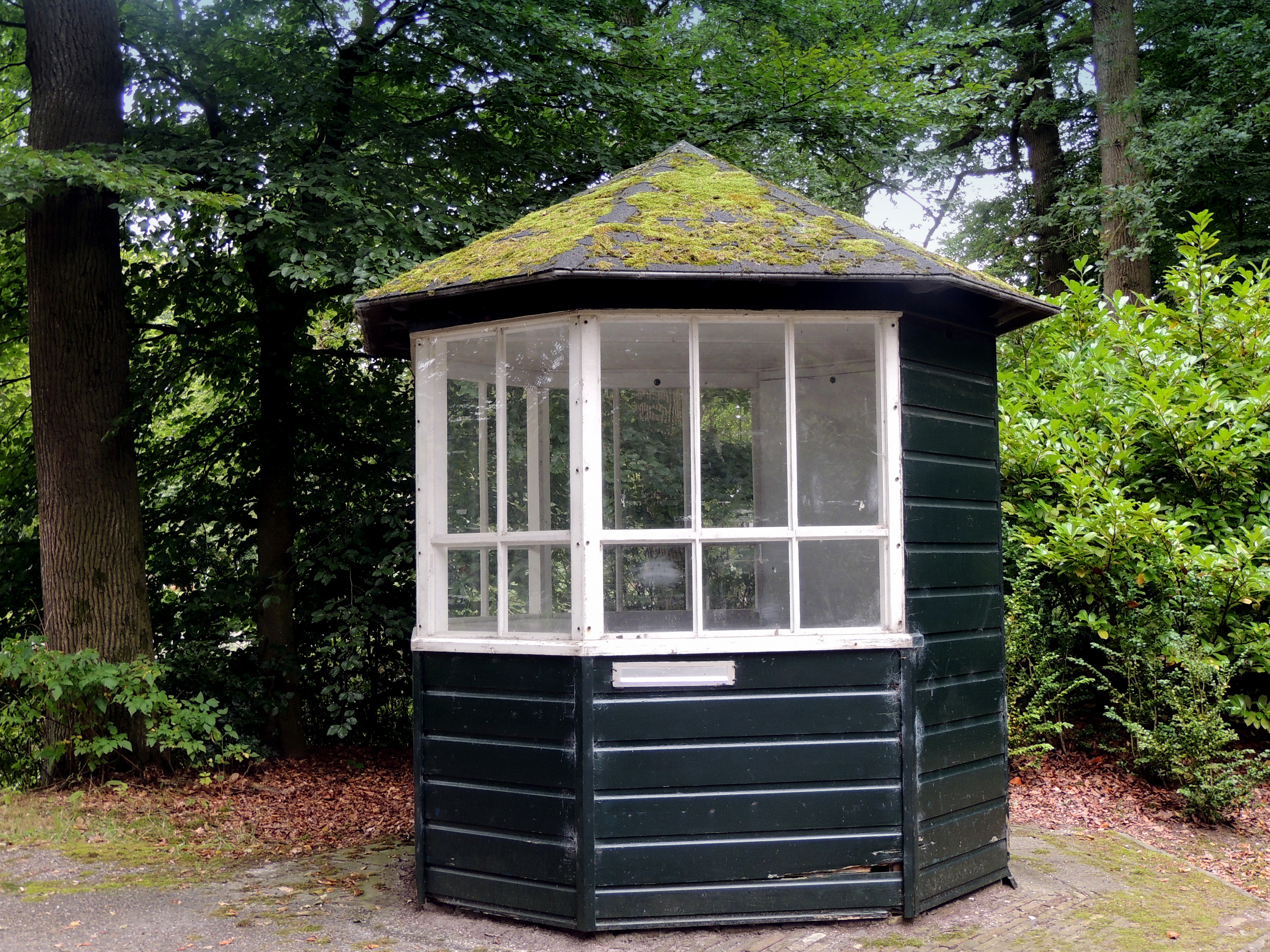
Садова альтанка